# Navascués
Navascués (spanska) eller Nabaskoze (baskiska), officiellt Navascués/Nabaskoze, är en kommun i Spanien.   Den ligger i provinsen och regionen Navarra, i den nordöstra delen av landet, 300 km nordost om huvudstaden Madrid. Antalet invånare är 171.